# Borucinka
Borucinka – rzeka w powiecie kartuskim w województwie pomorskim, o długości około 12 km, lewobrzeżny dopływ Raduni. 

## Przebieg
Borucinka rozpoczyna swój bieg na wysokości 236,5 m n.p.m. w miejscowości Nowa Ameryka. Rzeka płynie w kierunku południowym, przepływając przez Jagodowo, Leszczynki i Kamienica Szlachecka. Następnie dociera do Borucina, gdzie na wysokości 161,9 m n.p.m. uchodzi do Jeziora Raduńskiego Górnego.

## Charakterystyka
Borucinka to struga o niewielkiej głębokości. Przepływa przede wszystkim przez tereny pól, łąk i obszary podmokłe, co sprawia, że jej wody są płytkie i mało sprzyjające dla wielu gatunków ryb. W tych warunkach dominują bardziej odporne na zmiany poziomu wód organizmy wodne, a rzeka pełni istotną rolę w ekosystemie terenów podmokłych.